# Bahnhof Lissabon Chelas

Der Bahnhof Lissabon Chelas ist ein ehemaliger Bahnhof in der portugiesischen Hauptstadt Lissabon am Streckenkilometer 9,7 der Linha de Cintura in der Freguesia Marvila gelegen. Der gleichnamige U-Bahnhof der Linha Vermelha der Metro Lissabon liegt luftlinienmäßig rund zwei Kilometer entfernt, der nächstgelegene U-Bahnhof ist Olaias, knapp 300 Meter entfernt, jedoch existieren keine Verbindungswege.

## Anlage
Durch seine Lage an der Trennung der beiden Cintura-Linienäste in die Richtung Braço de Prata bzw. Santa Apolónia war der Bahnhof ursprünglich ein Keilbahnhof, der Bahnsteig Richtung Santa Apolónia ist heute jedoch abgebaut. Heute umfasst der Bahnhof noch zwei Seitenbahnsteige am Ast Richtung Braço de Prata, welcher bis 2013 auf vier Gleise ausgebaut werden soll. Betrieblich gesehen ist der Bahnhof eine Haltestelle, obwohl die Concoardância de Xabregas genannte Abzweigung unmittelbar westlich des Bahnhofs liegt.

## Geschichte
Der Bahnhof wurde 1888 eröffnet, als die Linha de Cintura dem Betrieb übergeben wurde. 1957 wurde die Linha de Cintura und somit auch das Gleisareal von Chelas elektrifiziert, obwohl die Ausschreibung bereits 1926 stattgefunden hatte, um die Dampflokomotiven aus dem Rossiotunnel zu verbannen.

## Betrieb
Der Bahnhof wurde bis zum 14. Juni 2015  ausschließlich von Nahverkehrszügen der CP Urbanos de Lisboa bedient. Die Linha de Azambuja bediente ihn im Halbstundentakt mit dem Zuglauf Alcântara-Terra–Castanheira do Ribatejo. Seit dem 14. Juni 2015 halten auch die Züge der Linha de Azambuja nicht mehr in Chelas, so dass der Bahnhof seither keine Zughalte mehr aufweist. Die Relationen Mira Sintra-Meleças–Lissabon Oriente und Bahnhof Sintra–Alverca der Linha de Sintra halten ebenfalls nicht am Bahnhof, genauso wenig wie die verbliebenen Zugverbindungen zwischen Santa Apolónia und der Linha de Cintura.

## Zukunft
Als Vorbereitung für den Bau der Terceira Travessia do Tejo, welche nach Chelas von der Linha de Cintura abzweigen soll, ist der Ausbau der Linha de Cintura zwischen Roma-Areeiro und Braço de Prata auf vier Gleise geplant. Der Bahnhof Chelas soll dabei von Grund auf neu erbaut und nach Norden verschoben werden, ebenfalls ist eine Verknüpfung mit der U-Bahn geplant, dies jedoch nicht mit dem U-Bahnhof Chelas, sondern mit dem nahegelegenen Bahnhof Olaias geplant.